# Anoplophora fruhstorferi
Anoplophora fruhstorferi är en skalbaggsart som först beskrevs av Aurivillius 1902.  Anoplophora fruhstorferi ingår i släktet Anoplophora och familjen långhorningar. Inga underarter finns listade i Catalogue of Life.